# 欧巴尼昂
欧巴尼昂（法語：Aubagnan，法語發音：[obaɲɑ̃]）是法国朗德省的一个市镇，属于蒙德马桑区。

## 地理
欧巴尼昂（43°40'1"N, 0°29'19"W）面积3.4 平方千米，位于法国新阿基坦大区朗德省，该省份为法国西南部沿海省份，是法國本土面积第二大的省，北起吉倫特省，西临大西洋，南至大西洋比利牛斯省，东临热尔省，东北与洛特-加龍省接壤。
与欧巴尼昂接壤的市镇（或旧市镇、城区）包括：库迪尔、萨马代、塞尔加斯通、维耶勒蒂尔桑。

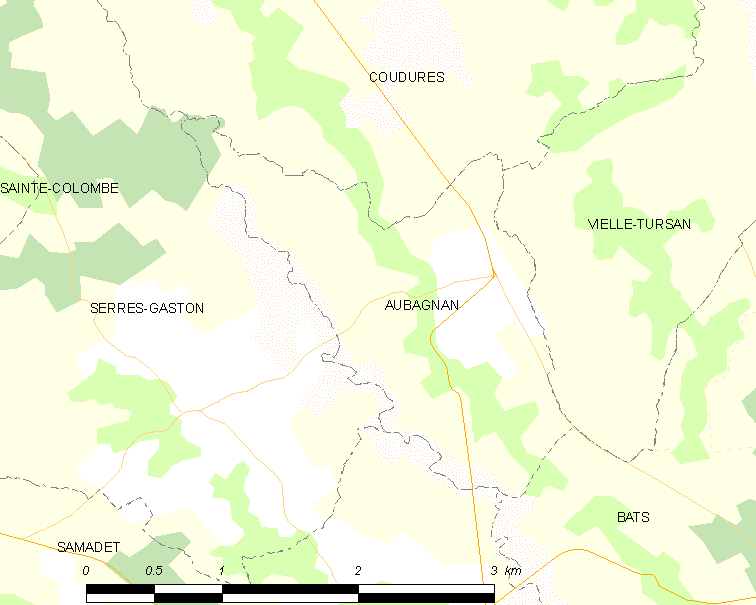
欧巴尼昂的OSM定位图

欧巴尼昂的时区为UTC+01:00、UTC+02:00（夏令时）。

## 行政
欧巴尼昂的邮政编码为40700，INSEE市镇编码为40016。

## 政治
欧巴尼昂所属的省级选区为沙洛斯-蒂尔桑县。

## 人口

1962-2008年间欧巴尼昂人口变化图示

欧巴尼昂于2022年1月1日时的人口数量为274人。